# 예산여자중학교
예산여자중학교(禮山女子中學校)는 대한민국 충청남도 예산군 예산읍 발연리에 있는 공립 중학교이다.

## 학교 연혁
- 1941년 4월 24일 : 예산 실과여학교 설립인가
- 1941년 5월 19일 : 개교 및 입학식 거행
- 1951년 8월 31일 : 예산여자교등학교 병설
- 1977년 3월 1일 : 예산여자고등학교와 분리
- 1981년 10월 6일 : 현 교사로 이전
- 2025년 1월 8일 : 제82회 126명 졸업 (총 20,551명)
- 2025년 3월 1일 : 제39대 이병구 교장 부임
- 2025년 3월 4일 : 입학식(입학생 104명)

## 참고 자료
- 예산여자중학교 - 한국교육학술정보원 학교알리미